# Білаш Борис Федорович
Борис Федорович Білаш (нар. 1 серпня 1941, АзРСР) — письменник, поет, Герой України, проросійський колаборант. Член Національної спілки письменників України.

## Життєпис
Народився 1 серпня 1941 року на руднику Чирагідзор Ханларського району Азербайджану. У 1944 з родиною переїхав до Донбасу. Дитинство і юність пройшли в місті Горлівка.
Навчався у літературному інституті імені М. Горького (Москва) за спеціальністю «Поезія» та закінчив його у 1974. Викладав на кафедрі фізичної культури і спорту Донецького політехнічного інституту.
Народний депутат України 5-го скликання з 20 лютого по 23 листопада 2007 року (фракція Партії регіонів, № 207 у списку). Член Комітету з питань прав людини, національних меншин і міжнаціональних відносин (з 03.2007). Член фракції ПР (з 02.2007).
Народний депутат України 6-го скликання з 29 лютого 2012 року (фракція Партії регіонів).

## Нагороди
- Звання «Герой України» з врученням ордена Держави (23 серпня 2011) — за видатний особистий внесок у збагачення національної культурно-мистецької спадщини, багаторічну плідну творчу діяльність[6]
- Орден «За заслуги» III ст. (3 липня 2002) — за вагомий особистий внесок у соціально-економічний та культурний розвиток регіону, високий професіоналізм та з нагоди 70-річчя утворення Донецької області[7]
- Заслужений працівник культури України (16 жовтня 1999) — за вагомі досягнення в професійній діяльності, багаторічну сумлінну працю[8]

14 грудня 2015 року розпочато збір підписів під електронною петицією до Президента України з вимогою позбавити Б. Ф. Білаша звання Героя України і ордена Держави в числі осіб, які свідомо стали на бік держави-агресора, підтримали сепаратистські та окупаційні режими.

## Погляди
5 червня 2012 голосував за проєкт Закону України «Про засади державної мовної політики», в якому затверджується посилення статусу російської мови. Пише вірші виключно російською мовою.

Білаш був відмічений у галичанофобії, різновиді українофобії. У інтерв'ю УНІАН він сказав:
|  | Я люблю чисту українську мову, не насичену суржиком Австро-Угорщини. |

Борис Білаш публікується в збірнику «поетів Новоросії». Деякі «твори» Білаша:

| ;Стереотип Из кармана вор извлёк У старушки кошелёк. Но нарвался на отпор, Получив по «дыне», С перепугу крикнул вор: «Слава Украине!»[13] Типичный образ Ни разума, ни совести, ни чести, Зато есть вышиванка у него. И прёт патриотизм из всех отверстий, Которые даны не для того.[14] |

## Критика
Указ В. Януковича «Про присвоєння Б. Білашу звання Герой України» був негативно сприйнятий низкою громадських діячів та організацій через пропагандистський характер та низький рівень його творів. Цей указ було оскаржено у судовому порядку. Позовні вимоги обґрунтовані тим, що указ видано з порушенням статті 6 закону «Про державні нагороди України», згідно з якою звання Герой України присвоюється громадянам України за здійснення визначного геройського вчинку або визначного трудового досягнення. Позивач висловив сумнів, що Білаш зробив видатний героїчний вчинок або видатне трудове досягнення.